# Charles-Guillaume de Bade-Durlach
Charles III Guillaume, né le 17 janvier 1679 à Durlach et mort le 12 mai 1738 à Karlsruhe, est margrave de Bade-Durlach de 1709 à 1738.

## Famille
Charles-Guillaume de Bade-Durlach est le fils du margrave Frédéric VII Magnus de Bade-Durlach et d'Augusta-Marie de Holstein-Gottorp.
Charles III Guillaume de Bade-Durlach épouse le 27 juin 1697 Madeleine-Wilhelmine de Wurtemberg (1677 – 1742, fille de Guillaume-Louis de Wurtemberg).
Trois enfants sont nés de cette union :
- Charles Magnus (1701 – 1712) ;
- Frédéric (1703 – 1732) ;
- Augusta-Madeleine (1706 – 1709).

## Biographie
Charles III Guillaume de Bade-Durlach fait ses études à Utrecht, Genève et Lausanne. Ses études finies, il voyage en Angleterre et en Suède. De 1701 à 1709, il participe à la guerre de Succession d'Espagne. En 1709, il signe le contrat de réunification des comtés de Bade-Bade et de Bade-Durlach. Il est à la tête de la marche carolingienne de Bade de 1709 à 1738. 
Il fonde en 1715 la ville de Karlsruhe et signe le 24 septembre 1715 le décret de "Privilèges", qui prévoit la liberté et les privilèges pour les citoyens de Karlsruhe. Il place sa résidence dans cette ville. Son petit-fils Charles Ier de Bade lui succède en 1738.
Il est inhumé dans la crypte de l'église de la Concorde à Karlsruhe. Son cœur est déposé sur le cercueil de sa veuve. Lorsque l'église est démolie, ses restes sont déposés dans la pyramide de Karlsruhe sur la Marktplatz. 
Charles III Guillaume de Bade-Durlach appartient à la quatrième branche de la maison de Bade, elle-même issue de la première branche de la maison ducale de Bade. Il appartient à la lignée de Bade-Durlach dite lignée Ernestine, fondée par Ernest de Bade-Durlach. Cette lignée est toujours existante, elle est représentée actuellement par le prince Maximilien de Bade.